# Ambroise Roux
Pour les articles homonymes, voir Roux (patronyme).
Ambroise Roux, né le 26 juin 1921 à Piscop et mort le 4 avril 1999 à Montfort-l'Amaury, est un chef d'entreprise et homme d'affaires français, qui a dirigé, de 1965 à 1982, la Compagnie générale d'électricité (CGE), l'une des plus importantes sociétés privées françaises. Par sa grande influence sur le patronat et le gouvernement, il a marqué la politique industrielle du début de la Cinquième République.

## Biographie

### Origines familiales
Le père d'Ambroise Roux, André Roux (1886-1969), est un patron de presse ayant notamment participé à la direction de Paris-Soir et de Paris Match. 
Sa mère, Cécile Marcilhacy (1896-1991), est la nièce de Gaston Poulenc, des établissements Poulenc frères.

### Parcours dans les ministères puis à la CGE
Ambroise Roux est élève au collège Stanislas, polytechnicien (promotion 1940), ingénieur des ponts et chaussées et ingénieur Supélec,. Il commence sa carrière après 1944 au ministère de la Production Industrielle comme ingénieur de la première circonscription électrique (Paris et sa région). Fin 1949, il entre comme adjoint au directeur du service des brevets chez Poulenc frères,, encore administré par son grand-oncle maternel Camille.
En 1951, Ambroise Roux retourne au ministère de l'Industrie, dirigé Jean-Marie Louvel,, dont il sera directeur de cabinet de 1952 à 1954, sous différents gouvernements. Il est administrateur, de 1952 à 1955, d'EDF et de la TRAPIL, pour lesquelles il supervise le plan Schumann et le lancement de la recherche pétrolière au Sahara. Il annonce aussi à la presse « cinq décrets visant à améliorer la situation de l'industrie cinématographique ». Le 12 juin 1954, la chute du gouvernement Laniel contraint Louvel et son directeur de cabinet à quitter leurs fonctions.
Cependant, l'expérience d'Ambroise Roux au gouvernement lui a permis de tisser un grand nombre de relations professionnelles. Il fait partie du réseau de l'influent Jean Jardin, et compte parmi ses amis Henri Lafond, financier proche des milieux du patronat traditionaliste catholique.
Lafond le recommande à Jacques Jourdain, président-directeur général de la Compagnie générale d'électricité (CGE), qui l’engage comme directeur général adjoint. Vingt-quatre heures plus tard, Jacques Jourdain meurt et Émile Marterer lui succède. Ambroise Roux devient directeur général de la CGE en 1963, et y fait entrer son ancien ministre Jean-Marie Louvel, qui devient administrateur puis président de la CGE en janvier 1965. Ambroise Roux cumulera les deux fonctions à partir du 17 juin 1970  jusqu'en 1982,.
En septembre 1963, il s'oppose à la création, souhaitée par le gouvernement, d'une filiale commune à Bull, la CSF et la CGE.
À la veille de l'arrivée au pouvoir de François Mitterrand, en mai 1981, Ambroise Roux a le plus gros salaire de France. Démissionnaire de la présidence de la CGE au moment de la nationalisation de 1982, consécutive à l'arrivée au pouvoir de la Gauche à la suite de l'élection présidentielle de 1981 (alors qu'il était persuadé de la victoire de Valéry Giscard d'Estaing), Ambroise Roux fonde, en décembre 1982, l'Association française des entreprises privées comme groupe de pression du patronat,, regroupant les soixante groupes français les plus importants et devient administrateur de la banque Barclays, puis président du Conseil de surveillance en 1991. Il ajoute d'autres mandats de ce type auprès du groupe de la Cité (1987-1991), FNAC (1994).
Il prend sa retraite en octobre 1990, à l'âge de 68 ans.
En 1995, lors de l'élection présidentielle, il choisit Jacques Chirac contre Édouard Balladur et, en 1997, il conseille au président la dissolution de l'Assemblée nationale,.

### Membre du CNPF
En 1961, encore grâce à l'entremise d'Henri Lafond, Ambroise Roux rejoint le Conseil national du patronat français (CNPF). Fin 1965, il assure la vice-présidence la plus importante, celle de la commission économique générale. Commentant cette élection, Le Monde souligne que « le nouveau vice-président du CNPF est connu pour défendre des idées économiques très libérales » et « administrateur de nombreuses sociétés » en plus de la CGE.
Bien qu'Ambroise Roux n'ai jamais présidé le syndicat patronal, il y sera très influent toute sa vie. En 1972, bien que « présumé être quand même volontaire » pour succéder à Paul Huvelin, il ne le sera pas, annonce Le Monde en soulignant qu'il est « largement occupé par la présidence de la CGE ». Cependant, alors que la CGE s'intéresse à la métallurgie en devenant l'actionnaire majoritaire d'Alsthom, il parvient à faire élire son candidat, François Ceyrac, président de l'UIMM. L'élection se fait au détriment de Pierre de Calan, président du groupement de la mécanique lourde depuis 1969 et président de Babcock, concurrent de la CGE. François Ceyrac l'emporte aussi sur François Dalle, ami de François Mitterrand et président de l'association Entreprise et Progrès, mais aussi sur Louis Devaux (1907-1995), président de la Shell française, et sur un autre métallurgiste, Jacques Ferry (1913-1996).

### Style
Ambroise Roux se démarquait des autres patrons par bien des points : très conservateur sur le plan des mœurs, il interdit aux femmes le port du pantalon dans ses entreprises,,. À la CGE, il avait un ascenseur et un cinéma à sa disposition personnelle. Lors d'entretiens privés avec des journalistes, il se vantait de n'avoir « jamais investi un centime de son argent dans aucune de ses entreprises ». Chaque année, il prenait douze semaines de congés, le plus souvent l'été à Saint-Moritz. Ouvertement monarchiste et souhaitant le rétablissement de la royauté en France, il participait à la messe annuelle commémorative pour Louis XVI, le 21 janvier,. Adepte des sciences occultes, il a préfacé un livre sur les tables tournantes et créé un laboratoire de recherche en parapsychologie (psychokinèse) à la CGE.
Durant sa présidence de la CGE, il ne reçut jamais les syndicats qu'il méprisait et pensait qu'il ne fallait pas les consulter.

### Vie privée
Ambroise Roux a épousé Françoise Marion en 1946. Ils ont deux enfants, un fils, Christian, et une fille, Véronique.

## Prises de position et activités de lobbying
Ambroise Roux œuvre à se faire la réputation d'un homme toujours discret, qui ne revendiquait jamais ouvertement ses succès de lobbyiste, mais intervient cependant très souvent dans les médias. 

### Lobbying économique et financier
Dans les années 1966-1967, il est dans les médias la voix du CNPF, qui a adopté en 1965 une « charte libérale ». Il milite pour une « législation fiscale plus favorable aux concentrations d'entreprises » et fustige « les déficits des entreprises publiques et de la Sécurité sociale » ou « la prolifération de réglementations paralysantes et par une influence renforcée de l'État ou du secteur public dans des branches importantes de l'économie », tout en saluant l'Europe « capable d'additionner les efforts de chacun et même de multiplier les résultats en évitant les doubles emplois » mais en regrettant qu'elle entrave « par des réglementations compliquées l'intégration européenne »
. Soucieux de compétitivité, il dénonce un taux de prélèvements obligatoires de 42%, « l'amour de la France pour les canards boiteux », son absence des cinquante premières sociétés mondiales, ou encore « l'insuffisance des marges bénéficaires » qui a fait chuter « le taux d'autofinancement à 65% en 1968 ». Il salue cependant l'amortissement fiscal « le meilleur du monde » et « l'utilité de réformes » créant la TVA ou ramenant l'impôt sur les bénéfices distribués, via l'avoir fiscal, à 25 %. Il réitère ce lobbying après Mai 68, mais en s'inquiétant aussi des « quelques projets absurdes qui ont été récemment évoqués » sur la participation des salariés aux résultats de l'entreprise, qui conduiraient selon lui « à la ruine de l'économie française ». Opposé à la distribution aux salariés d'actions de leur propre entreprise, il conseille plutôt des fonds commun de placement diversifiés ou « plans d'épargne » pour aller au « capitalisme populaire ». 
Dans son sillage, le président du CNPF estime que « M. Huvelin : ce qui importe avant tout c'est la défense du franc » lui-même réclamant un mois après que des salaires « sévèrement tenus », pour éviter la dévaluation du franc[pas clair]. Le 6 et le 13 mai 1969, il signe deux tribunes en ce sens dans Le Monde,.
Même s'il n'est pas actionnaire de ses sociétés, Ambroise Roux est alors l'un des premiers patrons français à rendre publiques ses prévisions de résultats et de dividendes pour l'année suivante voire la prochaine, quand d'autres préfèrent mettre en doute « l'exactitude des résultats publiés si rapidement par les firmes allemandes ou anglo-saxonnes », avec une transparence d'informations qui « surprennent agréablement dans le désert français ». Dès février 1970, Le Monde soulignait que les investisseurs étaient rebutés par « l'insuffisance des renseignements que nombre d'entreprises leur fournissent sur leurs comptes ». Ambroise Roux avait entre-temps été l'invité d'honneur d'un colloque sur le marketing financier.
Il s'oppose par contre au projet de loi de protection des actionnaires minoritaires de Pierre-Bernard Cousté, député du Rhône, cosignée par les députés membres et apparentés du parti gaulliste, qui réglementait les transferts de trésorerie et prévoyait notamment que l'appartenance d'une filiale à un groupe soit soumise à diverses mesures de publicité et des échanges actions en cas de prise de contrôle, à la suite d'abus qui avaient vu des sociétés se faire pomper leur trésorerie et subir fortes pertes en Bourse malgré la constitution de réserves pendant plusieurs dizaines d'années. 

### Lobbying dans le nucléaire
À partir de 1969, sur fond de « désir du gouvernement de prendre quelque recul vis-à-vis des grandes sociétés », il est absorbé par le remodelage de son entreprise pour tenter de se placer dans les programmes nucléaires et TGV voulus par le Général De Gaulle et confirmés par le président Georges Pompidou . 
Prévue dans le 6ème plan (1971-1975) sous forme d'études, la construction d'une ligne "turbotrain", premier nom du TGV, reliant Paris-Lyon en deux heures, est confirmée lors du conseil interministériel du 26 mars 1971 puis par le ministre des transports Robert Galley, après la présentation des prototypes le 23 mars 1972, dans les usines Alsthom à Belfort puis des essais à 220 km/h au printemps 1972 et 300 km/h l'été suivant. La CGE a déjà pris le contrôle d'Alstom, deux ans avant, pour se placer dans le nucléaire, où elle échouera, mais elle rebondira dans le TGV en 1972 et le téléphone en 1973.
EDF accélère le déploiement du nucléaire lors 6ème plan avec six nouveaux réacteurs. Dès mai 1969, Ambroise Roux dessine dans la presse un accord de rationalisation avec son ex-associé Alstom, dont Thomson possédait 18 %, et dont la CGE prend 50% du capital en novembre 1969 , après le rachat à Stein et Roubaix de ses chaudières et à la société Rateau ses turbines à vapeur, alors que le chiffre de 40% était encore cité en mai. 
Ces grandes manœuvres lui permettent de profiter du fait que la société américaine Westinghouse ne se voit pas accorder, en décembre 1968, l'autorisation d'investissement dans Jeumont-Schneider par le ministre de l'économie et des finances. Alors que le gouvernement belge a donné son accord à la cession à Westhinghouse des Ateliers de constructions électriques de Charleroi,  Valéry Giscard d'Estaing suggère à l'américain de s'associer avec un français dans la reprise de la partie française, avant d'exprimer un refus plus clair en décembre 1969 , obligeant le Baron Empain à se tourner en mai 1970 vers la CGE ou la Compagnie électromécanique (CEM), pour vendre à 200 millions de francs ses 61%. 
Entre-temps, un groupe français réunissant Alsthom, la CGE et Thomson-CSF est présenté comme un acquéreur potentiel dans la presse, selon laquelle, en mai 1970, le gouvernement envisage toujours de privilégier la CGE, qui comme Creusot-Loire, filiale du groupe Schneider, doit effectuer le 18 juin 1970 ses propositions de prix pour construire la centrale nucléaire de Fessenheim.
La CGE fait valoir que la CGE doit grossir face aux géants General Electric (46 milliards de francs de ventes), Westinghouse (18 milliards), et l'allemand Siemens-A.E.G. (20 milliards). La CGE et Thomson-C.S.F. font environ 5 milliards chacune, la CGE employant 75 000 personnes dans 150 sociétés, Alsthom 883 millions avec un quart des ventes dans des filiales communes avec la CGE, Jeumont-Schneider et la Compagnie électro-mécanique (CEM), environ 600 millions.
La préférence gouvernementale, exprimée à l’Élysée comme à Matignon, va contre l'avis initial du baron Empain, qui ne voulait discuter qu'avec le groupe américain, de trois députés de la Loire, anciens ministres, et des dirigeants de Jeumont-Schneider, plus intéressés par le réseau commercial international du Suisse Brown-Boveri, futur ABB, dont fait partie la CEM. CEM est aussi la préférence du rival Creusot-Loire, qui a déjà deux contrats pour des centrales à Chooz et Tihange, et  pense qu'une alliance avec la CEM permettrait de mieux garnir leurs carnets de commandes communs. 
Brown-Boveri présentant l'inconvénient d'être suisse, Alsthom pourrait alors être candidat, avec l'aide de la filiale allemande d'électrotechnique de Siemens et AEG. Empain propose ensuite de regrouper Jeumont-Schneider et la partie mécanique de Creusot-Loire dans une association à 50-50 avec la CGE, qui refuse car la très rentable cablerie, représentant 40% de Jeumont-Schneider, en est exclue. Elle propose plutôt un échange de participations entre Alsthom et Creusot-Loire et réclame les grosses machines tournantes de l'usine de Jeumont-Nord pour renforcer Alstom, fournisseur du TGV, ce qui semble plaire au gouvernement qui veut désormais éviter d'intervenir.
Finalement, en juin 1971, Ambroise Roux reconnait publiquement qu'il ne croit plus au dénouement rapide qu'il espérait un an avant  puis qu'il s'initie au nucléaire en participant à un groupe chargé d'édifier la centrale atomique de Kaiseraugst, en Suisse, tandis que Schneider affiche de nouveaux rapports avec l'américain Westinghouse Electric.
EDF décide finalement en octobre 1971, via « la liberté de gestion dont elle dispose depuis un an », de ne pas passer commande à la CGE des deux centrales nucléaires du Bugey, donnant une fois de plus la préférence au rival Creusot-Loire, après avoir obligé la CGE à baisser de 10 % ses prix, même si Ambroise Roux avait déclaré publiquement ne pas concourir à n'importe quel prix, un 3ème concurrent, "Babcock et Wilcox" du chaudiériste Babcock, étant sur les rangs. Ambroise Roux avait un temps donné l'illusion d'avoir « remporté la partie » via l'annonce d'un accord avec EDF « faisant l'objet d'une publicité qu'il ne méritait peut-être pas », observe Le Monde, suscitant « l'agacement que provoque une recherche trop poussée de soutiens politiques ». 
Creusot-Loire avait lors de cet automne 1971 déjà « fortement distancé » la CGE grâce au  réacteur à eau pressurisée et la centrale nucléaire de Chooz, déjà ouverte, celle en construction à Tihange, trois en commande (Fessenheim 1, Bugey 2 et Bugey 3), et trois en option (Fessenheim 2 plus deux attendues sur un nouveau site). 
La CGE réagit en précisant que son chiffre d'affaires est à 45 % avec le secteur privé français et 25 % avec l'étranger et qu'elle prépare l'introduction en Bourse de filiales et coopère de plus en plus avec le chaudiériste Babcock, au sein du Groupement atomique alsacienne-atlantique, pour aller vers la formule alors en vogue de consortium groupant comme en Allemagne plusieurs fournisseurs, « l'EDF étant à la recherche d'un second partenaire », même si « le CEA a toujours éprouvé une préférence marquée » pour le réacteur à eau pressurisée.

### Lobbying dans l'électronique et informatique

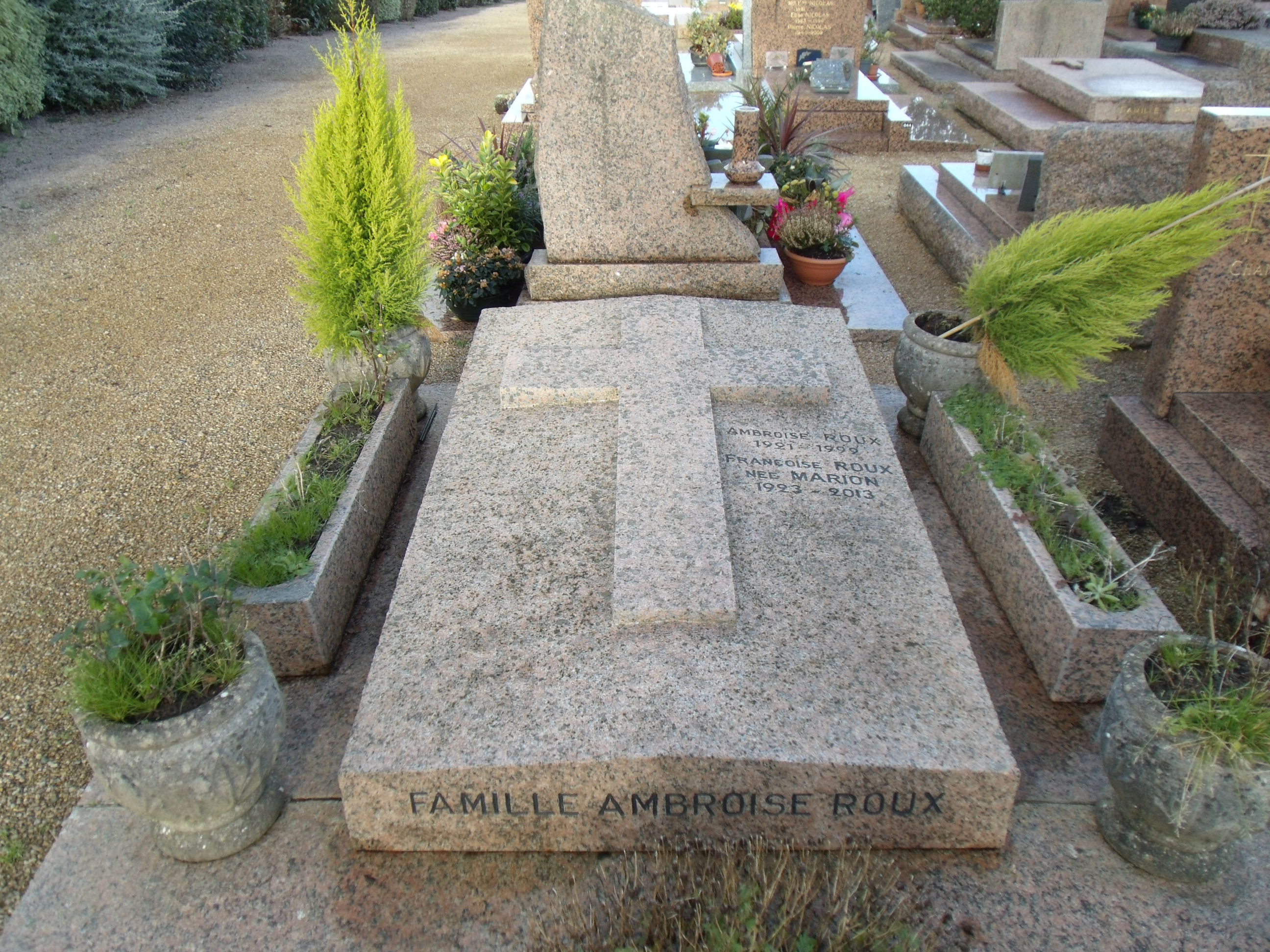
Tombe d'Ambroise Roux à Trégastel en Bretagne.

C'est sous son règne que commence l'époque du début des surfacturations aux PTT puis à France Télécom.
Ambroise Roux est un personnage central du roman-enquête publié en 2020 par le romancier Eric Reinhardt, Comédies françaises. Selon les sources citées dans l'enquête, le patron de la CGE aurait en 1974-1975 « obtenu de l'Etat l'arrêt du financement des recherches de Louis Pouzin, pionnier français de l'internet ». S'il est vrai que la CGE s'opposait effectivement à Unidata, consortium informatique européen, et a influencé les décisions industrielles menant à l'abandon du Plan Calcul[réf. nécessaire], en revanche, focalisé sur la téléphonie, Ambroise Roux ne s'intéressait nullement au projet Cyclades [réf. nécessaire], projet de R&D parmi plusieurs autres sur les réseaux numériques, où dominait Transpac. Cyclades (qui n'était pas l'internet, mais l'un de ses ancêtres) est abandonné dès 1976[réf. nécessaire], mais maintenu discrètement, malgré l'interdiction de toute poursuite, jusqu'en 1978 [réf. nécessaire]. Le roman raconte comment les recherches menées par Louis Pouzin pour Cyclades ont été stoppées par une lettre du président de l'IRIA (institut public, ancêtre de l'INRIA, demandant leur arrêt", et rendues par ailleurs impossibles par l'abandon, décidé par le nouveau président français Giscard d'Estaing, du Plan Calcul (1966-1974), de la Délégation générale à l'informatique (1966-1974) et d'Unidata (1970-1974), consortium informatique européen, sur lesquels étaient organisés les projets industriels de Cyclades, dont la technologie menaçait de concurrencer la CGE à moyen terme sur le marché des télécoms, avec un trafic routé par voie informatique plutôt que par les commutateurs à forte marge bénéficiaire vendus par la Compagnie générale d'électricité aux PTT. 

### Le promoteur du capitalisme d'influence

#### Période Pompidou
On a évoqué dans la presse l'amitié, le rôle de conseiller,, d'« d'éminence grise », la  « relation filiale » et l' « extrême proximité » d'Ambroise Roux avec Georges Pompidou. Ce lien, dont toutes les traces sont postérieures à 1986, et parfois reprises jusqu'en 2011, mais avec plus de distanciation, n'a pas été validé par le groupe d'historiens qui a dépouillé les archives présidentielles, rendues publiques en 1996, établissant seulement deux ou trois rencontres entre 1969 et 1974. Les rumeurs de l'Affaire Markovic n'ont pas apporté d'éclairage probant non plus sur la question .  
Il obtient la réputation d'avoir un quasi-monopole pour la fourniture d'équipements dans le domaine électro-nucléaire, les transports, et surtout les télécommunications.

#### Période Giscard d'Estaing
À partir de 1975 la CGE était dans le collimateur de la Direction générale des Télécommunications[réf. nécessaire], dont le patron nommé par Giscard, Gérard Théry, a tout fait pour briser le monopole télécom de la CGE et introduire Thomson sur le marché français de la commutation électronique[réf. nécessaire]. L'influence politique d'Ambroise Roux n'était donc ni plus ni moins grande que celle d'autres grands patrons dans la France de l'époque[réf. nécessaire].
Après l'élection de VGE, Ambroise Roux s'est rapproché du nouveau premier ministre Jacques Chirac[réf. nécessaire]. En mai 1976. En mai 1976, trois mois avant son départ et au moment précis où Thomson vient d'obtenir une partie de la CII, qu'il agrège dans la SEMS, avec ceux de la Télémécanique, en échange de son feu vert à la cession du reste à Honeywell, le gouvernement annonce spectaculairement l'entrée de « nouveaux groupes (Thomson, SAT, Matra, EMD…) », concurrents de la CGE, parmi les fournisseurs des PTT.
Une décision confirmée dès octobre 1976 concernant Thomson, contestée car elle créé « une pléthore de systèmes différents » et des complications technologiques , au moment où le commutateur temporel revient en grâce. Des investissements considérables ont en effet été effectués par Thomson dans le commutateur spatial. La décision de briser le monopole télécom de la CGE datait en fait du comité interministériel du 25 janvier 1973, un an et demi avant l'élection de VGE, tout comme « l'accélération de l’équipement téléphonique ».

#### Période François Mitterrand
Quatre ans avant son accession au pouvoir, François Mitterrand a rencontré Ambroise Roux, lors d'un déjeuner organisé par Laurence et Pierre Soudet chez eux en mars 1977, dans des termes qui n'ont été racontés qu'après le décès du Président de la République dans la biographie d'Ambroise Roux, Un prince des affaires (1996, Grasset). Ambroise Roux aurait alors posé plusieurs questions sur le Programme commun de la gauche qui lui paraissait "extravagant", que le leader socialiste aurait ignorées. Avec l'AFEP, il obtient du pouvoir socialiste des mesures fiscales pour les entreprises, notamment l'aménagement de la taxation sur les plus-values; peu après il fait entrer dans ce club patronal un inconnu, François Pinault puis œuvre pour que la FNAC passe sous son contrôle. Ami d'Edouard Balladur, qui a dirigé une de ses filiales, il a aussi facilité l'ascension de Guy Dejouany, Jean-Marie Messier, Pierre Blayau, Bernard Arnault, Jimmy Goldsmith, Marc Viénot, Pierre Suard, Serge Tchuruk, Didier Pineau-Valencienne, et André Lévy-Lang.
Toujours très influent, il intervient discrètement pour faire adopter des réformes favorables aux entreprises pendant la suite de la présidence de François Mitterrand (taxation limitée des plus-values, carry-back fiscal pour les bénéfices, maintien des stock-options, etc.) et il facilite la réforme de Pierre Bérégovoy sur les marchés financiers. Il est membre de 57 conseils d'administration. 
De 1986 à 1988, lors du retour de la droite au pouvoir, il participe à la création des « noyaux durs » constitués par le nouveau ministre des Finances, Édouard Balladur — qu'il connaît depuis la présidence Pompidou, qu'il avait recruté à la CGE et qui est un ami — et qui doivent contrôler des groupes industriels qui sont privatisés, dont son ancienne entreprise, la CGE devenue Alcatel. 
Il favorise également la carrière de François Pinault, Georges Pébereau, Pierre Suard, Serge Tchuruk, Jean-Marie Messier, Guy Dejouany, Pierre Blayau, Bernard Arnault, Jimmy Goldsmith, Marc Viénot, Didier Pineau-Valencienne, André Lévy-Lang, etc.. 

## Publication
- Préface à Stanley Krippner et Gerald Solfvin, La science et les pouvoirs psychiques de l'homme, Paris, Sand, 1986, 292 p.

## Décorations
- Grand officier de la Légion d'honneur (1986)[11].